# Университет Градец-Кралове

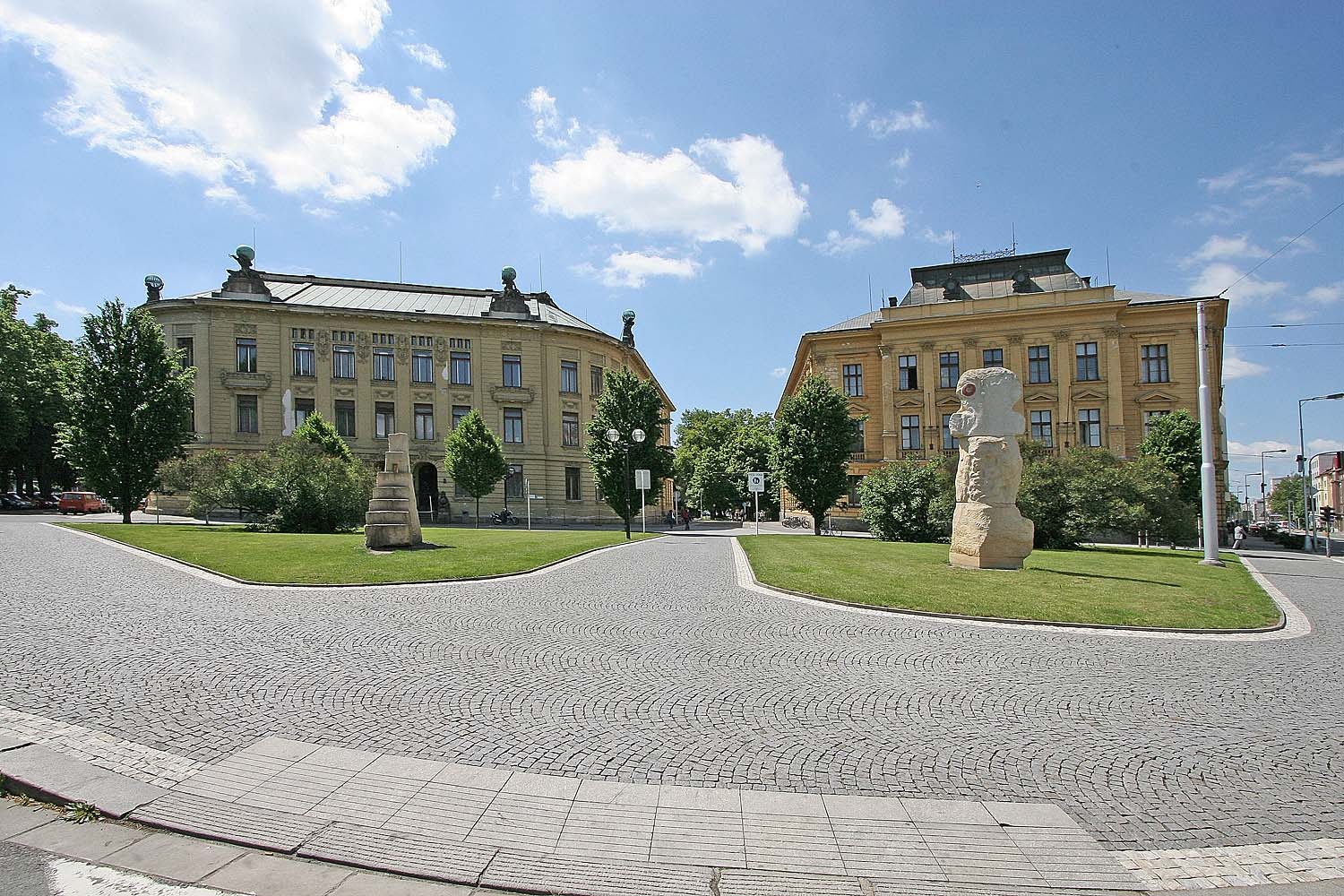
Здание педагогического факультета (слева) и философского факультета

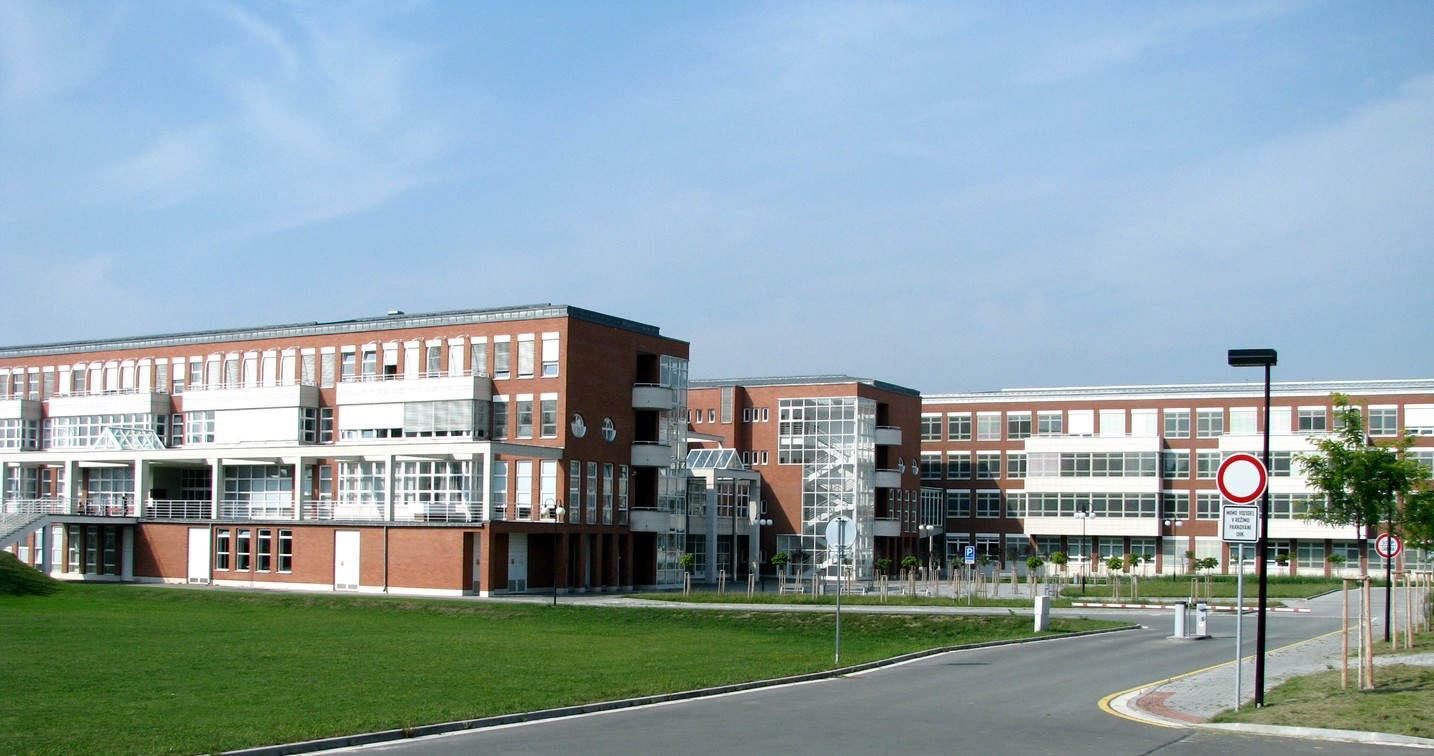
Новый кампус «Na Soutoku»

Университет Градец-Кралове (чеш. Univerzita Hradec Králové, англ. University of Hradec Králové) — государственное высшее учебное заведение университетского типа в чешском городе Градец-Кралове.

## История
История подготовки преподавателей в городе Градец-Кралове восходят к 1775 году.

## Структура
- Педагогический факультет (4 500 студентов)[1]
- Факультет информатики и менеджмента (2 300 студентов)
- Философский факультет (1 100 студентов)
- Факультет природоведения
- Институт переподготовки

Общежития кампуса, расположенного в г. Градец-Кралове, способны вместить до 900 студентов.

## Известные студенты и преподаватели
- Чечётка, Франтишек (1881—1942) — чешский писатель.
- Гашек, Доминик (род. 1965) — хоккейный вратарь, олимпийский чемпион, двукратный обладатель Кубка Стэнли